# Injune
Injune – miasto w Australii, w stanie Queensland.